# Перим
Перим (арап. بريم Barim) је вулканско острво у мореузу Баб-ел-Мандеб, око 13 km југозападно од обале Јемена на (Арабијском полуострву). Површина острва је око 300 km². Припада Јемену.
Острво има има важан стратешки положај у мореузу Баб-ел-Мандеб (јужни улаз у Црвено море), којег дели на 2 канала − источни Баб Искендер широк 3 km и дубок 30 m и западни Дакт-ел-Маун широк 25 km и дубок 310 m.
Највиши врх острва је на висини од 65 m изнад нивоа мора.

## Историја
Перим је у 18. веку окупирала Француска, а 1799. накратко и Британија. Британци су га поновно заузели 1857. године, те га касније административно повезали с Аденом. Перин је доживио процват у периоду од 1883. до 1936. године док се тамо вадио угаљ. Преласком бродова на погон нафтом, Перим губи свој значај.
Године 1967, малобројно становништво Перима изгласало је прикључење Јужном Јемену, који се у међувремену уједнио са Северним Јеменом у јединствену државу Јемен.